# Notograptus
Notograptus ist eine wenig bekannte Gattung barschverwandter Fische, die an den Küsten des südlichen Neuguineas und Nordaustraliens lebt. 

## Merkmale
Notograptus-Arten sind aalartig langgestreckt und werden zehn bis 20 Zentimeter lang. Ihre Rücken-, Schwanz- und Afterflosse sind zu einem durchgehenden Flossensaum zusammengewachsen. Die unpaaren Flossen werden vor allem von harten Flossenstrahlen gestützt, so hat die Rückenflosse 62 bis 69 Hartstrahlen und nur eine bis zwei Weichstrahlen. Bei der Afterflosse kommen 37 bis 43 Hartstrahlen auf eine bis zwei Weichstrahlen. Die Schwanzflosse hat elf Flossenstrahlen sowie einige rudimentäre, die Brustflossen 16 bis 20. Die Bauchflossen sitzen kehlstängig vor den Brustflossen, sind stark reduziert und haben nur noch einen dünnen Hartstrahl und zwei Weichstrahlen.  Das Seitenlinienorgan verläuft weit oben entlang der Rückenflossenbasis. Am Unterkiefer tragen die Fische eine kurze Bartel. Die Fische haben 71 bis 75 Wirbel. Das Kiemenbogenskelett ist reduziert, der Knochen des Kiemendeckels tief eingeschnitten.

## Systematik

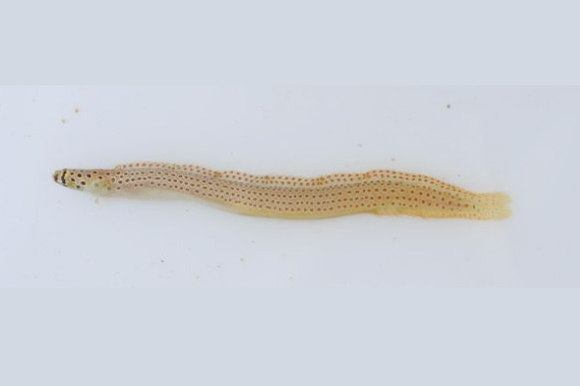
Notograptus guttatus

Der Ichthyologe Joseph S. Nelson stellt die Gattung in seinem Standardwerk Fishes of the World in eine monotypische Familie Notograptidae. Fishbase zählt sie zu den Stachelrückenbarschen (Acanthoclininae) einer Unterfamilie der Mirakelbarsche (Plesiopidae).

## Arten
- Notograptus gregoryi Whitley, 1941
- Notograptus guttatus Günther, 1867